# Soñarás
Soñarás (trad.: Sonharás) é uma telenovela mexicana exibida pela Azteca e dirigida por Martín Castillo, Eloy Ganuza e Carlos Sánchez Ross em 2004. 
Foi protagonizada por Yahir e Vanessa Acosta com antagonização de Cecilia Ponce, Luis Miguel Lombana, Erik Hayser e Luis Ernesto Franco.

## Elenco
- Yahir ... Rey Lafranco
- Sandra Echeverría ... Estefanía Antonelli
- Vanessa Acosta ... Isabela Villanueva
- Patricia Bernal ... Frida Antonelli
- Estrella Veloz ... Estrella
- Cecilia Ponce ... Paulina Zatarain
- Luis Miguel Lombana ... Pedro Alcántara
- Erik Hayser ... Eric
- Guillermo Iván ... Adriano
- Luis Ernesto Franco ... Vladimir
- Alexander ... Alejandro
- Rafael León ... Chocolate
- Adriana Jimenez ... Aymara
- Paulina Treviño ... Paty
- Sofía Stamatiades ... Huesitos
- Rodrigo Zurita ... Peque
- Eugenio Montessoro ... Juan Manuel
- Surya MacGregor ... Elena
- Eva Prado ... Fátima
- Emmanuel Orenday ... As
- Rogelio Luna ... Eduardo
- Pablo Azar ... Tomas
- Gonzalo García ... Pablo
- Mauricio Barrientos ... Garfio / Monkey
- Alan Chávez ... Gusanito
- Lisset ... Dolores
- Juan Pablo Medina ... Alfredo
- Mario Zaragoza ... Todoloco